# Los Borjos
Los Borjos és una serra situada al municipis de Vandellòs i l'Hospitalet de l'Infant, a la comarca del Baix Camp i el de Tivissa, a la comarca del Ribera d'Ebre, amb una elevació màxima de 765 metres.

## Particularitats
Junt amb La Llena, los Borjos són una continuació en sentit oriental de la serra de Tivissa.